# Fables & Dreams
«Fables & Dreams» — другий студійний альбом швейцарського симфо-метал-гурту Lunatica. Реліз відбувся 18 жовтня 2004.

## Список композицій
Автор слів Андреа Детвілер, окрім вказаних. 
| #   | Назва                            | Автор слів                                        | Автор музики                                      | Тривалість |
| --- | -------------------------------- | ------------------------------------------------- | ------------------------------------------------- | ---------- |
| 1.  | «The Search Goes On»             |                                                   | Алекс Сайберл                                     | 4:15       |
| 2.  | «Avalon»                         |                                                   | Сайберл                                           | 3:42       |
| 3.  | «Elements»                       |                                                   | Сайберл, Енді Лювенбергер                         | 6:54       |
| 4.  | «Fable of Dreams»                | Детвілер, Сайберл                                 | Сайберл                                           | 5:22       |
| 5.  | «Still Believe»                  |                                                   | Сайберл, Сандро Д'Ікау                            | 6:11       |
| 6.  | «The Spell»                      |                                                   | Сайберл, Д'Ікау, Енді Лювенбергер                 | 4:48       |
| 7.  | «The Neverending Story»          |                                                   | Сайберл, Детвілер                                 | 5:36       |
| 8.  | «Hymn» (кавер пісні Ultravox)    | Chris Cross, Warren Cann, Billy Currie, Midge Ure | Chris Cross, Warren Cann, Billy Currie, Midge Ure | 4:30       |
| 9.  | «Silent Scream (2004)»           |                                                   | Сайберл, Д'Ікау                                   | 5:23       |
| 10. | «A Little Moment of Desperation» |                                                   | Сайберл, Д'Ікау                                   | 4:58       |

## Учасники запису
- Андреа Детвілер — вокал
- Сандро Д'Ікау — гітари
- Енді Лювенбергер — гітари
- Алекс Сайберл — клавіші
- Ермес ді Пріско — ударні
- Олаф Райтмайєр — бас-гітара, задній вокал